# العلاج بتقويم العمود الفقري البيطري

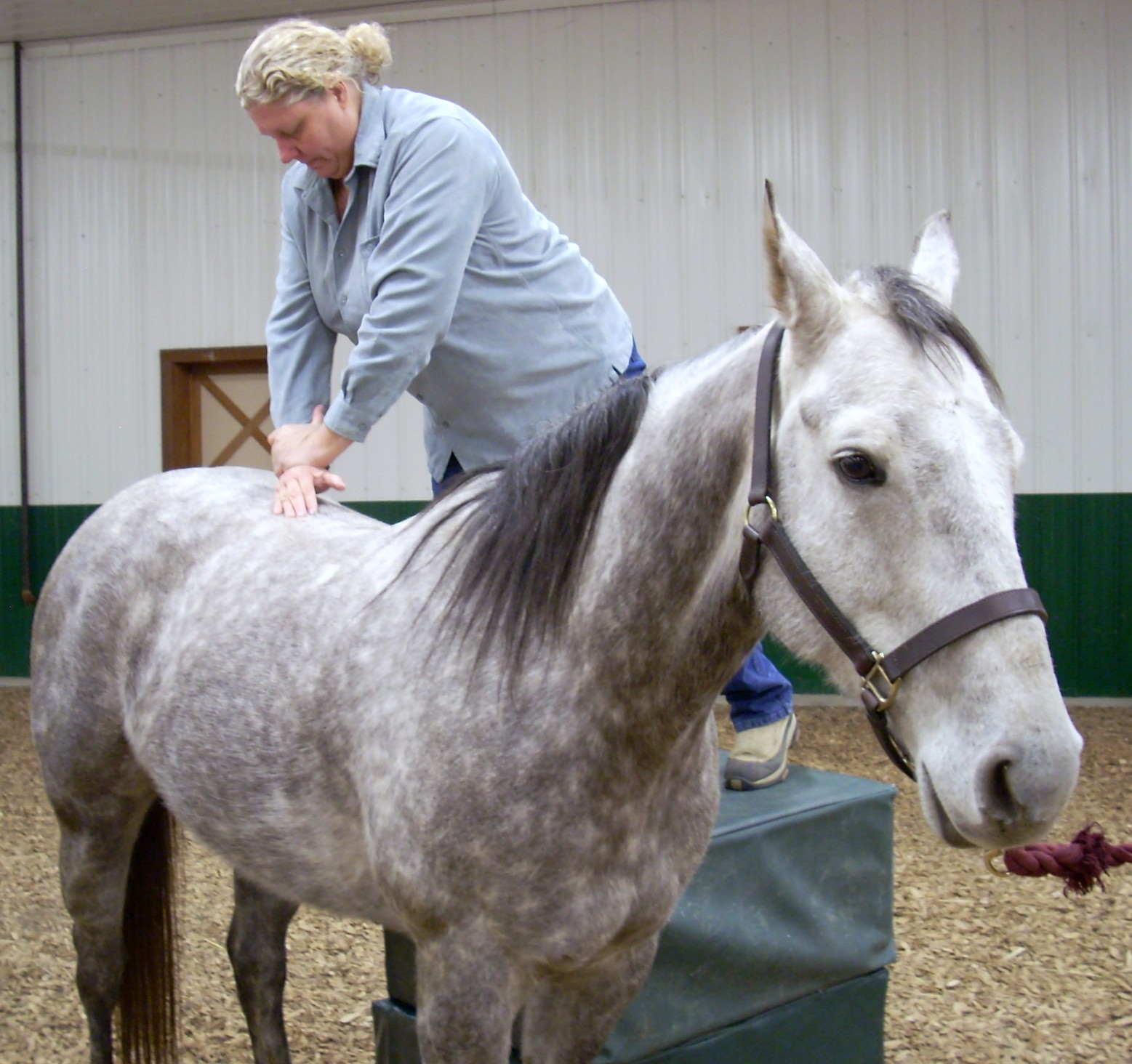
إجراء العلاج بتقويم العمود الفقري على الحصان

العلاج بتقويم العمود الفقري البيطري، المعروف أيضًا باسم العلاج بتقويم العمود الفقري للحيوان، هو معالجة نخاعية للعمود الفقري أو علاج يدوي للحيوانات. يعالج مقومو العمود الفقري البيطريون الخيول وسباق الكلاب السلوقية والحيوانات الأليفة. العلاج بتقويم العمود الفقري البيطري هو مجال سريع التطور ومكمل للنهج التقليدي.
على عكس الطب التقليدي الذي يتعامل مع علم الأمراض، تشير علاجات تقويم العمود الفقري إلى نهج طبي شامل يركز على استعادة التوازن في الجسم ويسمح للجسم بأن يشفي نفسه بشكل طبيعي. هناك درجة معينة من المخاطر المرتبطة حتى بالمعالجة البارعة للحيوانات حيث توجد احتمالية للإصابة بأي تقنية مستخدمة. لا تزال مثيرة للجدل داخل قطاعات معينة من مهنة الطب البيطري وتقويم العمود الفقري.
استخدم مؤسس العلاج بتقويم العمود الفقري، دانيال ديفيد بالمر، هذه الطريقة على الحيوانات جزئيًا لتحدي الادعاءات القائلة بأن تأثير الدواء الوهمي كان مسؤولاً عن النتائج الإيجابية في البشر. يعود تاريخ العلاج بتقويم العمود الفقري للحيوانات الكبيرة إلى أوائل القرن العشرين. اعتبارًا من عام 2019، تقدم العديد من الولايات في الولايات المتحدة إرشادات قانونية أو تنظيمية لممارسة العلاج بتقويم العمود الفقري والعلاجات ذات الصلة على الحيوانات، والتي تتطلب عمومًا شكلاً من أشكال التدخل البيطري.

## تاريخ
يعود تاريخ العلاج بتقويم العمود الفقري للحيوانات الكبيرة إلى أوائل القرن العشرين. استخدم مؤسس مجال العلاج بتقويم العمود الفقري، عالم الروحانيات دانيال ديفيد بالمر، الطريقة على الحيوانات، جزئيًا لتحدي الادعاءات القائلة بأن تأثير الدواء الوهمي كان مسؤولاً عن النتائج الإيجابية في البشر. في أوائل الثمانينيات، بدأ يظهر على هامش الطب البيطري. بحلول أواخر الثمانينيات، طور الطبيب البيطري، شارون ويلوبي، الذي كان أيضًا معالجًا لتقويم العمود الفقري، برنامجًا تدريبيًا. مع ظهور العلاج بتقويم العمود الفقري البيطري، أصبح كل من أطباء العلاج بتقويم العمود الفقري والطب البيطري قادرين على الحصول على تدريب إضافي ليصبحوا معتمدين في العلاج بتقويم العمود الفقري البيطري.

## الفعالية والسلامة
بصرف النظر عن العلاج الشائع لأحصنة السباق، وكلاب السلوقي، والحيوانات الأليفة، يقوم بعض المعالجين بتقويم العمود الفقري بإجراء تعديلات على الحيوانات الغريبة مثل الطيور والدلافين والفيلة والإغوانا والديك الرومي والخنازير واللاما. يعتبر العلاج بتقويم العمود الفقري البيطري طريقة مثيرة للجدل بسبب الأدلة المحدودة الموجودة على فعالية طرق تقويم العظام أو تقويم العمود الفقري في علاج الخيول. هناك أدلة محدودة تدعم فعالية المعالجة النخاعية أوالتعبئة لإدارة آلام الخيول، وفعالية تقنيات العلاج اليدوي للخيول هي في الغالب قصصية. أظهرت إحدى الدراسات التي أجريت في عام 2021 على الملاكمين علامات ناجحة على أن العلاج بتقويم العمود الفقري البيطري يمكن استخدامه لتقليل احتمالية التطور المبكر لداء الفقار لدى الملاكمين الصغار. وجدت دراسة أخرى أجريت على خيول السباق تغيرات كبيرة في حركات الصدر والحوض باستخدام العلاج بتقويم العمود الفقري البيطري، لكنها أشارت إلى الحاجة إلى زيادة أعداد الخيول وإجراء التجارب السريرية. لا تزال هذه الممارسة مثيرة للجدل.
هناك درجة معينة من المخاطر المرتبطة حتى بالتلاعب الماهر بالحيوانات حيث توجد احتمالية للإصابة بأي تقنية مستخدمة. قد يزيد هذا الخطر في وجود أمراض هيكلية، مثل تشوه العمود الفقري العنقي للخيول أو مرض القرص الفقري في الكلاب. أصيبت الخيول بأذى بسبب حركات تقويم العمود الفقري القوية للحيوان. يؤدي تعديل العمود الفقري للكلب المصاب بالقرص التنكسي إلى خطر حدوث إصابة خطيرة في النخاع الشوكي.

## في الممارسة العملية

### سريريًا
توصي إرشادات الجمعية الطبية البيطرية الأمريكية بأن يقوم الطبيب البيطري بفحص الحيوان وإنشاء تشخيص أولي قبل البدء في أي علاج بديل، مثل العلاج بتقويم العمود الفقري. قبل إجراء تعديل بتقويم العمود الفقري، يقوم مقوم العظام بفحص مشية الحيوان ووضعيته وفقراته وأطرافه. قد يقوم مقوم العظام أيضًا بإجراء تقييمات عصبية. بالإضافة إلى التلاعب بالعمود الفقري، يمكن إجراء إجراءات ضبط أخرى لمفاصل الأطراف وخيوط الجمجمة. ويشار إلى أولئك الذين يتخصصون في الخيول باسم «مقومو العمود الفقري للخيول».

## شهادات ومتطلبات
هناك وكالتان معتمدتان في أمريكا الشمالية، الجمعية الأمريكية لتقويم العمود الفقري البيطري والجمعية الدولية لتقويم العمود الفقري البيطري. يتطلب الحصول على شهادة من أي من الوكالتين حضور برنامج علاج بتقويم العمود الفقري للحيوان معتمد متبوعًا بامتحانات AVCA أو IVCA كتابياً وسريريةً. في بعض المواقع، يجب أن يشرف طبيب بيطري على العلاج أو يقدم إحالة للعلاج بواسطة مقوم العظام البيطري.
تصف مجلة الجمعية الطبية البيطرية الأمريكية العلاج بتقويم العمود الفقري كعلاج تكميلي وبديل (الطب التكميلي والبديل). تشمل علاجات الطب التكميلي والبديل الأخرى الوخز بالإبر والعلاج الطبيعي. يشتمل قانون الممارسة البيطرية النموذجي للجمعية الطبية البيطرية الأمريكية على الطب التكميلي والبديل في تعريف الطب البيطري، وقد اعتمد هذا المعيار في 20 ولاية اعتبارًا من عام 2016. تُسرد أحكام مختلفة لكل ولاية على حدة فيما يتعلق باستخدام الطب التكميلي والبديل على الحيوانات، والتي يتطلب معظمها نوعًا من المدخلات البيطرية مثل الإشراف أو الإحالة. لم يتعرّف على العلاج بتقويم العمود الفقري البيطري من قبل الجمعية الأمريكية لتقويم العمود الفقري على أنه معالجة يدوية.